# Vinil bromid
Vinil bromid (tudi brometen) je brezbarven, strupen, lahko vnetljiv plin, ali pri temperaturah pod 16 stopinj Celzija brezbarvna tekočina z neprijetnim vonjem. Plin tvori z zrakom eksplozivne zmesi, ki so težje od zraka.
Intenzivno reagira v stiku s snovmi, ki povzročajo požar. Pri vžigu lahko ogenj zajame velike površine. 
Za gašenje manjših požarov uporabljamo gasilne aparate na prah ali oglikov dioksid, za velike požare pa peno ali razpršen vodni curek.